# 鑽灰蝶

## 描述
本種雌雄二型性不明顯。中型灰蝶，體背黑褐色，腹側白色。雄蝶頭部被毛，頭頂褐色，額白色帶褐寬紋，複眼具白輪；觸角褐色帶白環，下唇鬚棒狀，褐色，背面具黑褐帶紋。胸、腹背部褐色，散布藍色鱗，腹面白色。足白色帶黑褐紋，前足跗節癒合，末端鈍，脛節具毛束。雌蝶外形相似，但前足跗節不癒合、脛節無毛束，無性標。
前翅長14-17 mm，呈三角形，翅尖明顯，前緣與外緣弧形；後翅扇形，有三條絲狀尾突，其中CuA2脈最長。翅背面黑褐色，雄蝶前翅內側與後翅大部有金屬光澤藍色斑，並具一白斑。翅腹面為褐或土黃色，前翅有一褐色曲線及內側白紋，後翅具直線及外側白斑，CuA1室有黑斑與綠色金屬光澤弦月紋。後翅外緣分布金屬色斑點，CuA2室處為灰色，其餘為黑褐或紅褐色，1A+2A室末端有金屬短線。雄蝶前翅腹面CuA2與1A+2A脈附近可見性標。
前翅緣毛前部褐色、後部白色，後翅緣毛白色。

## 分布範圍
此蝶主要分布於印度（從西高止山脈、馬哈拉施特拉邦向南，以及喜馬偕爾邦至阿魯納查邦），並見於尼泊爾、不丹、孟加拉、緬甸與斯里蘭卡。 亦分布於馬來半島、婆羅洲、新加坡、浮羅交怡、爪哇、蘇門答臘、邦加島、香港及菲律賓。
臺灣分佈於本島低、中海拔地區。

## 棲地
棲息於常綠闊葉林、都市林及果園等環境，一年多代，成蟲飛行活潑，喜訪花。幼蟲以多種闊葉植物的嫩芽或花為食，寄主包括桶鉤藤、芒果、破布子及龍眼等。